# Diecezja Sault Sainte Marie
Diecezja Sault Sainte Marie – diecezja rzymskokatolicka w Kanadzie. Została erygowana w 1904 z wydzielenia części terytorium diecezji Peterborough.

## Biskupi diecezjalni
- David Joseph Scollard † (1904–1934)
- Ralph Hubert Dignan † (1934–1958)
- Alexander Carter † (1958–1985)
- Marcel André J. Gervais (1985–1989)
- Jean-Louis Plouffe, (1989–2015)
- Marcel Damphousse, (2015–2020)
- Thomas Dowd (od 2020)